# Trpnouze
Trpnouze (německy Tannenbruck) je malá vesnice, část obce Hranice v okrese České Budějovice v Jihočeském kraji, v oblasti Západního Vitorazska. Je zde evidováno 35 adres (podle databáze ministerstva vnitra k 9. říjnu 2009). V roce 2011 zde trvale žilo 51 obyvatel.
Trpnouze leží v katastrálním území Hranice u Nových Hradů o výměře 6,91 km².

## Historie
Trpnouze byla v letech 1850–1889 osadou obce Obora. V letech 1890–1960 byla centrem stejnojmenné samostatné obce, k níž kromě osady Trpnouze náleželo také katastrální území Obora. Sama Trpnouze měla vlastní katastr. Od 12. června 1960 do 30. června 1985 bylo katastrální území Trpnouze součástí obce Hranice a od 1. července 1985 do 23. listopadu 1990 součástí Nových Hradů. Od 24. listopadu 1990 je opět součástí obce Hranice. Samotné katastrální území Trpnouze bylo sloučeno s katastrálním území Hranice u Nových Hradů už v dobách komunistického režimu.

## Obyvatelstvo
| Rok            | 1869 | 1880 | 1890 | 1900 | 1910 | 1921 | 1930 | 1950 | 1961 | 1970 | 1980 | 1991 | 2001 | 2011 | 2021 |
| -------------- | ---- | ---- | ---- | ---- | ---- | ---- | ---- | ---- | ---- | ---- | ---- | ---- | ---- | ---- | ---- |
| Počet obyvatel | 234  | 218  | 215  | 246  | 220  | 212  | 194  | 116  | 124  | 103  | 69   | 52   | 60   | 51   | 64   |
| Počet domů     | 27   | 27   | 29   | 29   | 31   | 35   | 35   | 36   | 36   | 29   | 24   | 22   | 35   | 36   | 37   |